# Потюк
Потю́к (Chondestes grammacus) — вид горобцеподібних птахів родини Passerellidae. Мешкає в Північній Америці. Це єдиний представник монотипового роду Потюк (Chondestes).

## Опис
Довжина птаха становить 14-17 см, розмах крил 28 см, вага 24-33 г. Щоки і тім'я яскраво-каштанові, над очима широкі світлі "брови", на тімені біла смуга. Верхня частина тіла переважно коричнева. поцяткована темними плямами, нижня частина тіла біла, на грудях чорна пляма. Хвіст темний, крайні стернові пера білі. Молоді птахи мають менш яскраве забарвлення, нижня частина тіла у них поцяткована темними смужками. Пісня складається з двох чітких нот, за якими іде трель.

## Підвиди
Виділяють два підвиди:
- C. g. grammacus (Say, 1822) — центр США;
- C. g. strigatus Swainson, 1827 — південно-західна Канада і захід США.

## Поширення і екологія
Потюки гніздяться на півдні Центральної Канади, на більшій частині Сполучених Штатів Америки на захід від Аппалачів та на півночі Мексики. Взимку вони мігрують на південь, досягаючи Південної Мексики. Популяції Каліфорнії, Техасу, південної Аризони, півдня Нью-Мехіко, Північної Мексики та деякі популяції Кордильєр є осілими. Бродячі птахи спостерігалися в Центральній Америці, двічі (у 1981 і 1991 роках) у Великій Британії.
Потюки живуть в преріях, на луках, полях і пасовищах, зустрічаються переважно на висоті від  1100 до 2400 м над рівнем моря. Під час міграції і в місцях зимування утворюють великі зграї. Живляться переважно насінням, під час сезону розмноження також комахами, зокрема кониками. Гніздяться на землі. Гніздо чашоподібне, зроблене з трави, сховане серед густої трави. В кладці від 3 до 6 білих яєць, поцяткованих чорними плямами.

## Збереження
МСОП класифікує цей вид як такий, що не потребує особливих заходів зі збереження. За оцінками дослідників, популяція потюків становить приблизно 11 мільйонів. В період з 1970 по 2017 роки популяція скорочувалася з середньою швидкістю 0,7% на рік. Впродовж останніх десяти років популяція залишається стабільною.